# Antin Dobrianski
Antin Dobrianski (ur. 26 stycznia 1810, zm. 22 czerwca 1877 w Walawie) – ksiądz greckokatolicki, poseł na Sejm Krajowy Galicji I kadencji w latach 1861–1867.

## Życiorys
Wyświęcony w 1835, był administratorem parafii w Małkowicach (1835–1836) oraz proboszczem w Walawie (1836–1877), jak również administratorem, a później dziekanem dekanatu przemyskiego (1847–1864).
Ojciec Iwana Dobrianśkiego. Wybrany na posła Sejmu Krajowego Galicji w IV kurii obwodu Przemyśl, w okręgu wyborczym Jarosław-Sieniawa-Radymno.